# Phaos interfixa
Phaos interfixa är en fjärilsart som beskrevs av Walker 1855. Phaos interfixa ingår i släktet Phaos och familjen björnspinnare. Inga underarter finns listade i Catalogue of Life.